# Pandaros (Sohn des Alkanor)
Pandaros (altgriechisch Πάνδαρος; lateinisch Pandarus) ist in der römischen Mythologie der Sohn des Alkanor und ein Gefährte des Aeneas.
In Vergils Aeneis, der einzigen Quelle zu Pandaros, ist er der Bruder des Bitias und wird mit diesem zusammen von der Waldnymphe Iaira im heiligen Hain Iuppiters erzogen. Als der König der Rutuler, Turnus, die Stadt des Aeneas und seiner Gefährten angreift, öffnen die riesenhaften Brüder übermütig und auf ihr Schwert vertrauend das Tor der Befestigung. Doch als die Rutuler sofort in die Stadt stürmen und Bitias tödlich getroffen zu Boden sinkt, erkennt Pandaros den Fehler, schließt das Tor, dadurch aber auch einen Teil der Gefährten des Aeneas aus, einen Teil der Rutuler – und unter ihnen auch ihren Anführer Turnus – in der Festung ein. 
Pandaros erkennt Turnus im Kampfgetümmel und fordert ihn wegen des Todes des Bruders zornentbrannt zum Kampf. Während seine Lanze jedoch von Iuno abgelenkt wird und im hölzernen Stadttor stecken bleibt, trifft der Schwertstreich des Turnus sein Ziel und spaltet den Schädel des Pandaros, der tot zu Boden fällt.
Vergil hat mit den beiden Brüdern Nachschöpfungen des Polypoites und des Leonteus geschaffen, die in Homers Ilias das Lagertor der Griechen bewachen.